# Living to Love You
Living to Love You – piosenka pop stworzona przez duet Kay Denar i Rob Tyger na studyjny album niemieckiej wokalistki Sarah Connor Naughty but Nice (2005). Utwór został wyprodukowany przez wcześniej wspomniany duet oraz wydany jako pierwszy singel z krążka dnia 8 listopada 2004 roku. Utwór zawiera sample muzyczne z utworu Céline Dion My Heart Will Go On.

## Formaty i lista utworów singla
Maxi Single (edycja niemiecka)
1. „Living to Love You” (Singel Version) – 4:17
2. „Living to Love You” (78bpm Mix) – 3:54
3. „Living to Love You” (College Radio Version) – 4:17
4. „Change” – 3:36
5. + Extra Part

Limited 3" Packit Single (edycja niemiecka)
1. „Living to Love You” (Singel Version) – 4:17
2. „Living to Love You” (College Radio Version) – 4:17

2 Track Single (edycja europejska)
1. „Living to Love You” (Singel Version) – 4:17
2. „Living to Love You” (College Radio Version) – 4:17

Promocyjne wersje
Promo CDR (edycja niemiecka)
1. „Living to Love You” (Singel Version) – 4:17

## Pozycje na listach
„Living To Love You” zadebiutowało na 2 miejscu w Austrii i Niemczech oraz na miejscu 4 w Szwajcarii. 2 miejsce na austriackiej liście przebojów okazało się najwyższym. W Niemczech i Szwajcarii singel dotarł na szczyt notowania. Dzięki długoterminowej obecności na oficjalnych notowaniach w ww. krajach (20 tygodni w Austrii, 19 tygodni w Niemczech oraz 25 tygodni w Szwajcarii) utwór znalazł się w Top 100 najlepiej sprzedających się singli tych krajów.
| Lista przebojów (2004)             | Najwyższa pozycja |
| ---------------------------------- | ----------------- |
| Austria (Media Control AG)         | 2                 |
| Europa (Billboard)                 | 2                 |
| Europa (Euro WebCharts)            | 8                 |
| [A] Europa (Airplay Top 100)       | 45                |
| Niemcy (Media Control AG)          | 1                 |
| [A] Niemcy (Nilsen Company)        | 1                 |
| [A] Rosja (Tophit)                 | 84                |
| Lista przebojów (2005)             | Najwyższa pozycja |
| [A] Polska (Pif Paf Production)    | 2                 |
| Szwajcaria (Hitparade)             | 1                 |
| [A] Szwajcaria (Hitparade)         | 12                |
| [A] Airplay World Official Top 100 | 8                 |
| Web Top 100                        | 55                |
| World Singles Official Top 100     | 22                |
| Lista przebojów (2006)             | Najwyższa pozycja |
| [A] Czechy (IFPI)                  | 76                |
| Lista przebojów (2008)             | Najwyższa pozycja |
| [A] Czechy (IFPI)                  | 91                |

| Notowania (2004)              | Najwyższa pozycja |
| ----------------------------- | ----------------- |
| Niemcy (INFINITY)             | 23                |
| Notowania (2005)              | Najwyższa pozycja |
| Austria (Media Control AG)    | 54                |
| Niemcy (INFINITY)             | 78                |
| Szwajcaria (Media Control AG) | 17                |

| Państwo    | Status |
| ---------- | ------ |
| Niemcy     | Złoto  |
| Szwajcaria | Złoto  |

Adnotacje
- A ^ Notowanie Airplay.